# Château ducal de Talant
Le château ducal de Talant est un ancien château-fort  du XIIIe siècle situé à Talant, en Bourgogne-Franche-Comté.

## Localisation
Le château s'étendait sur une esplanade aujourd'hui rongée par une carrière. Les restes en sont situés au sommet sud d'une petite butte dominant de 120 mètres la vallée de l'Ouche.

## Historique
En 1209, l'abbaye de Saint-Bénigne vend au duc de Bourgogne la montagne de Talant. La ville est fondée par Eudes III qui offre aux habitants divers avantages Le 16 mars 1359, le jeune duc Philippe de Rouvres demande au bailli d'Amont d'envoyer à Guillaume d'Antully, châtelain de Talant, quinze arbalétriers pour la garde du château. Le 29 juillet 1393, prestation de serment de Huguemin de Barbotet, capitaine châtelain de Talant. En 1416 le duc Jean sans Peur ordonne la réparation du château de Talant et son équipement en artilleries et munitions, afin d’y séjourner « comme étant de tous ses châteaux le plus beau et le plus seigneurial ». 
Le 26 septembre 1567, Garspard de Saulx-Tavannes attire l’attention du roi : « à Talant et à Saulx-le-Duc, n'y a personne et […] plus que les capitaines qui ne résident ». En 1568, les habitants de Spoy, sont commis au guet et à la garde du château. Néanmoins celui-ci est pris en 1585 par les partisans du duc de Guise. En 1595, après la victoire de Henri IV à Fontaines-Française, Jean de Tavannes rend le château qui est détruit en 1598 sur ordre du roi  ainsi que les remparts de la ville.

## Description

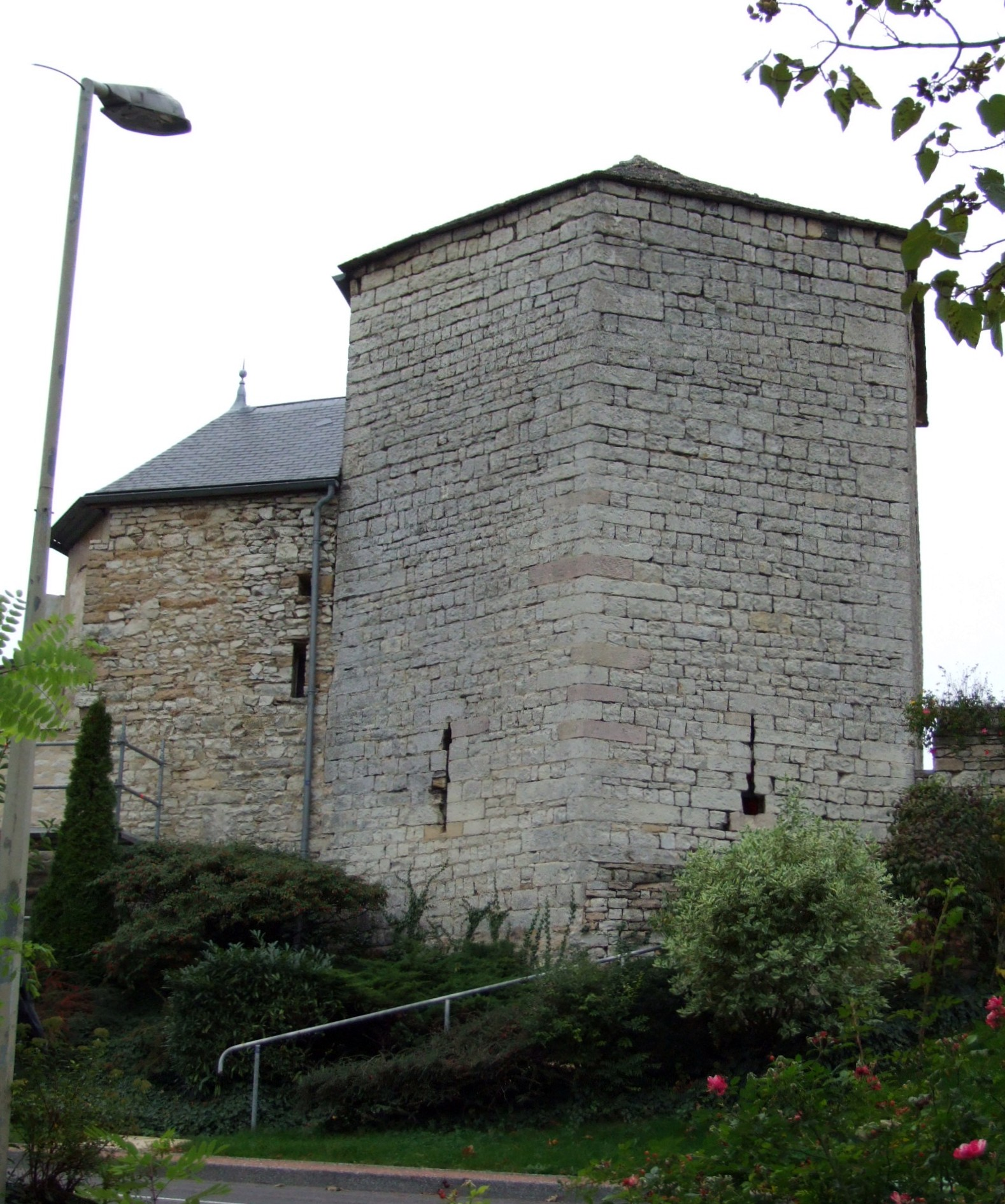
La tour de la Confrérie.

Le château était entouré de murailles et de fossés secs aujourd'hui disparus : sur les trente-trois tours qu’ils comportaient seule celle de la Confrairie subsiste. Le seul vestige de cet ensemble est un cellier couvert de huit voûtes quadripartites et desservi par un escalier droit de quarante-six marches. Longtemps loué aux vignerons de la cité, il est fermé au XIXe siècle, puis dégagé et restauré de 1968 à 1973. Selon la légende, une galerie rejoint le cellier au puits du château. Ce cellier est inscrit aux monuments historiques par arrêté du 20 mai 1975.